# Seznam izvajalcev rapa
Seznam rap izvajalcev.

## #
- 2Pac
- 50 Cent
- 2 Chainz

## A
- Akon

## B
- Bone Thugs-n-Harmony
- Biggie

## C
- Crooked Stilo
- C-Bo
- Chingy
- Conejo
- camron a.k.a. killa cam
- Chamillionaire

## D
- DMX
- Dr. DRE
- Diddy
- D-12
- Dyablo
- Dresta(Gangsta Dresta)
- DarkRoom Familia
- Dogg Pound(DPG)
- Das Efx

## E
- Missy Elliot
- Eminem
- Eazy E

the diplomats

## F
- Fort Minor
- Fredro Starr

## G
- Game
- G-Unit

## I
- Ice Cube
- Ice-T
- Immortal techniqe

## J
- Ja Rule
- Jay-Z

## K
- KRS-ONE

## L
- Lil Kim
- Lil Wayne
- Lil Jon
- Lirikalni lovci
- Ludacris
- Lloyd Banks
- LL Cool J

## M
- Edo Maajka
- Method Man
- Mob Deep
- Masta-J(Slo)
- Mack 10

## N
- Nelly
- NWA
- Notorious B.I.G.
- Nate Dogg
- Nas
- NB Ridaz
- Nipke

## P
- Public Enemy
- Proof

## S
- Snoop Dogg
- Souls of mischief
- Snoopy Blue

## X
- Xzibit